# Gibson ES-335
La Gibson ES-335 es la primera guitarra eléctrica de cuerpo semi-hueco comercializada en el mundo, lanzada por Gibson Guitar Corporation en 1958. La guitarra no es de cuerpo macizo ni totalmente hueco, sino que tiene un bloque de madera en el interior de la caja de resonancia, compartimentando ésta y moderando con ello su vibración. A los lados de la caja se encuentran aberturas acústicas en forma de efe, inspirados en el cuerpo del violín y del chelo.

## Origen

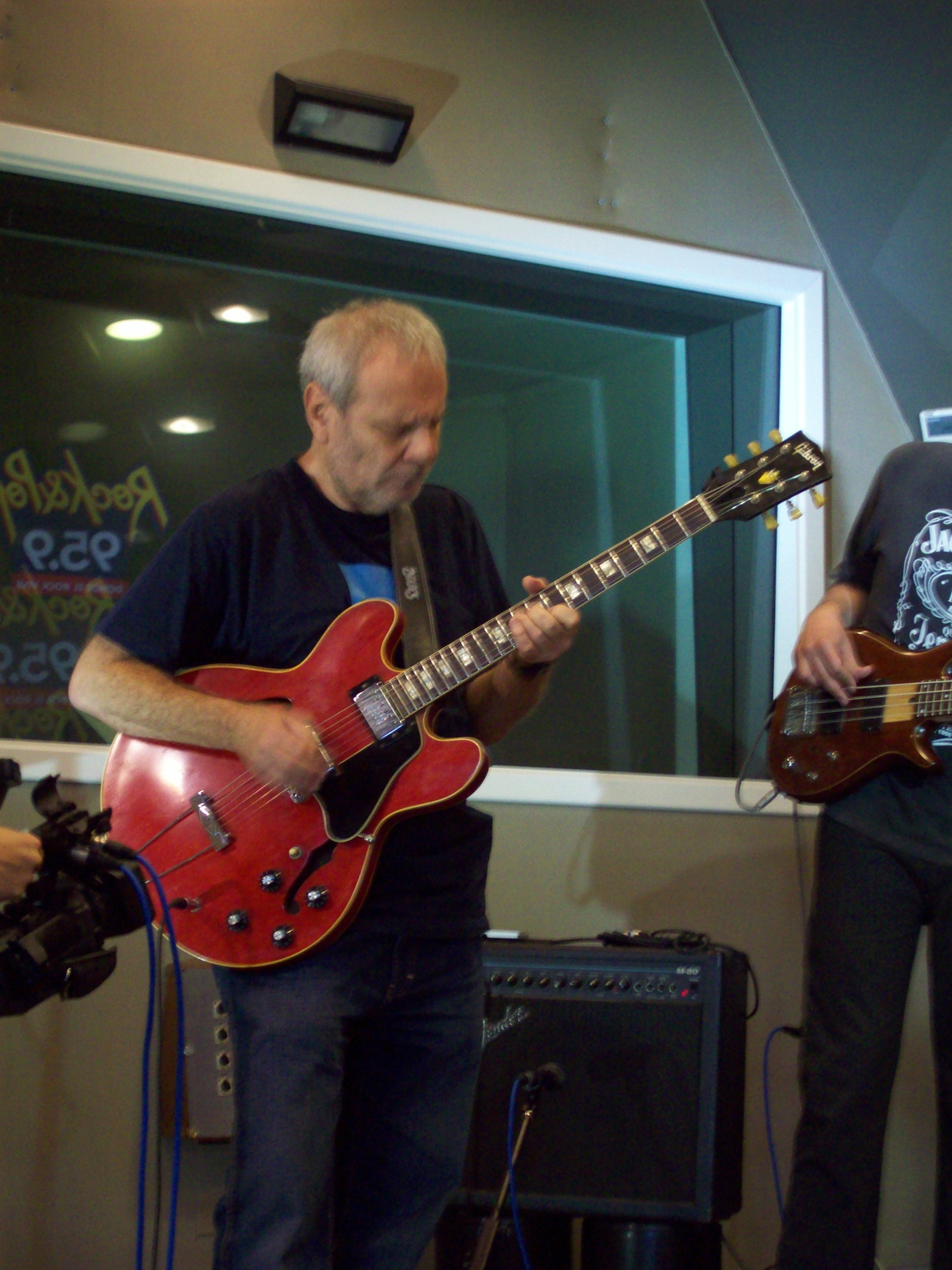
Claudio Gabis tocando la ES-335 para una radio argentina.

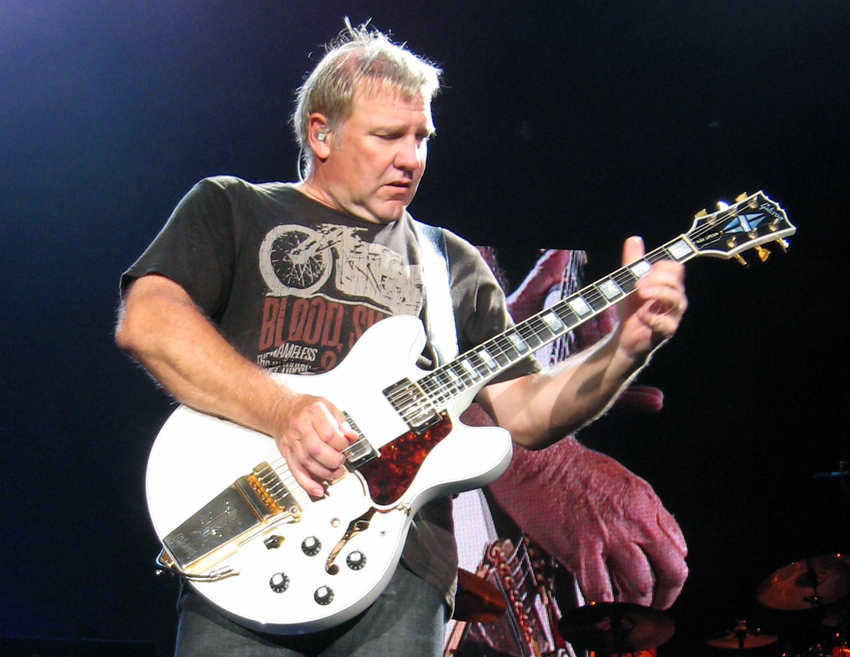
Alex Lifeson de Rush y su ES-355.

Con la Les Paul, Gibson comenzó la fabricación de guitarras de cuerpo macizo que reducían los problemas relativos al acople («feedback») y a la duración de sonido («sustain») de las notas. El sonido resultante fue muy diferente al de las guitarras eléctricas anteriores, de cuerpo hueco, las que producían un sonido más cálido y redondo. La Gibson Les Paul tuvo como antecedente directo a «El leño» («The Log»), un prototipo ideado por Les Paul, fabricado con un bloque de madera al que se le instalan los circuitos y el mástil, adosando luego los lados del cuerpo de una guitarra «Epiphone archtop».
La ES-335 se desarrolló como una solución intermedia entre el cuerpo sólido de la "Les Paul" y el de las "hollow body". La intención fue recuperar un sonido más suave y redondo, con los matices de las guitarras de caja hueca pero reduciéndo los problemas relativos al "feed back" y el "sustain". Con ello se obtenía una guitarra más versátil, adaptada tanto a los intérpretes de jazz como a los de rock.

## Modelos y variaciones
Las 335 constituyeron un hito importante en la tecnología eléctrica del instrumento. El diseño innovador del cuerpo fue complementado con un cuello delgado, cómodo y con un acceso excelente a los trastes superiores. Con un precio básico de $267.50 dólares, se convirtió en rápidamente en un éxito y ha estado en producción continua desde 1958. 
Entre las variaciones de este modelo se encuentran:
- «Trini Lopez Standard», construida entre 1964 y 1970, con agujeros en forma de diamantes y no de «f» y un clavijero similar al del modelo firebird también de gibson.
- «ES-355», semi-acústica construida entre 1958 y 1982, disponible con una unidad de trémolo de Vibrola o una unidad del trémolo de Bigsby y Varitone estéreos opcionales. Ese modelo en particular fue conocido como el ES-355TD-SVla.

- Lucille (modelo especial de B. B. King, construida sin las aberturas acústicas en forma de efe).

Además podemos mencionar la ES-345 y un bajo eléctrico con la misma forma de la ES-335, el Gibson EB-2. También hay varios modelos similares que ya han sido retirados del mercado. No obstante, la ES-345 está hoy disponible como reedición, al igual que su contraparte la ES-355 (estos dos son a menudo confundidos). Las variaciones que hoy no están en el mercado son las ES-330, ES-333, la ES-339 (modelo más pequeño, tamaño de una Les Paul) la CS-336) y la ES-347.
El exbatería de Nirvana y cantante, guitarrista y líder de Foo Fighters, Dave Grohl, tiene su modelo signature de Gibson, la DG 335, con pastillas clásicas y agujeros en forma de rombo alargado.
La ES-330 tiene la particularidad de que su cuerpo es completamente hueco, a diferencia del resto de los modelos que tienen un bloque de madera sólido al medio. Además tiene pastillas P-90s, mientras que los otros tienen Humbuckers. El modelo de Epiphone que más se asimila a la 330 es la Casino, famosa por ser la favorita de John Lennon durante su etapa como Beatle y solista. 
Otra variación es la CS-336, una versión más pequeña del ES-335 igual que la ES-339 que sigue en el mercado. La parte posterior y los lados de esta guitarra se construyen de una pieza única de caoba tallada y el tamaño reducido está más cercano al de una Gibson Les Paul. Además, también está disponible la CS-356 con hardwarede oro-plateado.
Estos modelos están valorados por ser de alta calidad, aunque sus precios elevados han llevado a mucha gente a demandar modelos de costo más económicos. Por ejemplo, la Epiphone, subsidiaria de la Gibson, tiene una guitarra similar a la 335 pero de bajo costo. Es la que se conoce como «Dot», nombre derivado de sus marcadores de traste en forma de punto. Otros modelos de Epiphone del estilo 335 son la «Sheraton», la «Riviera», la «Casino», y la «Dot Studio».